# Няр'яна виндер
«Няр'яна виндер» (ненец. Червоний тундровик) — газета, що видається у місті Нар'ян-Мар (Ненецький автономний округ) російською і ненецькою мовами.

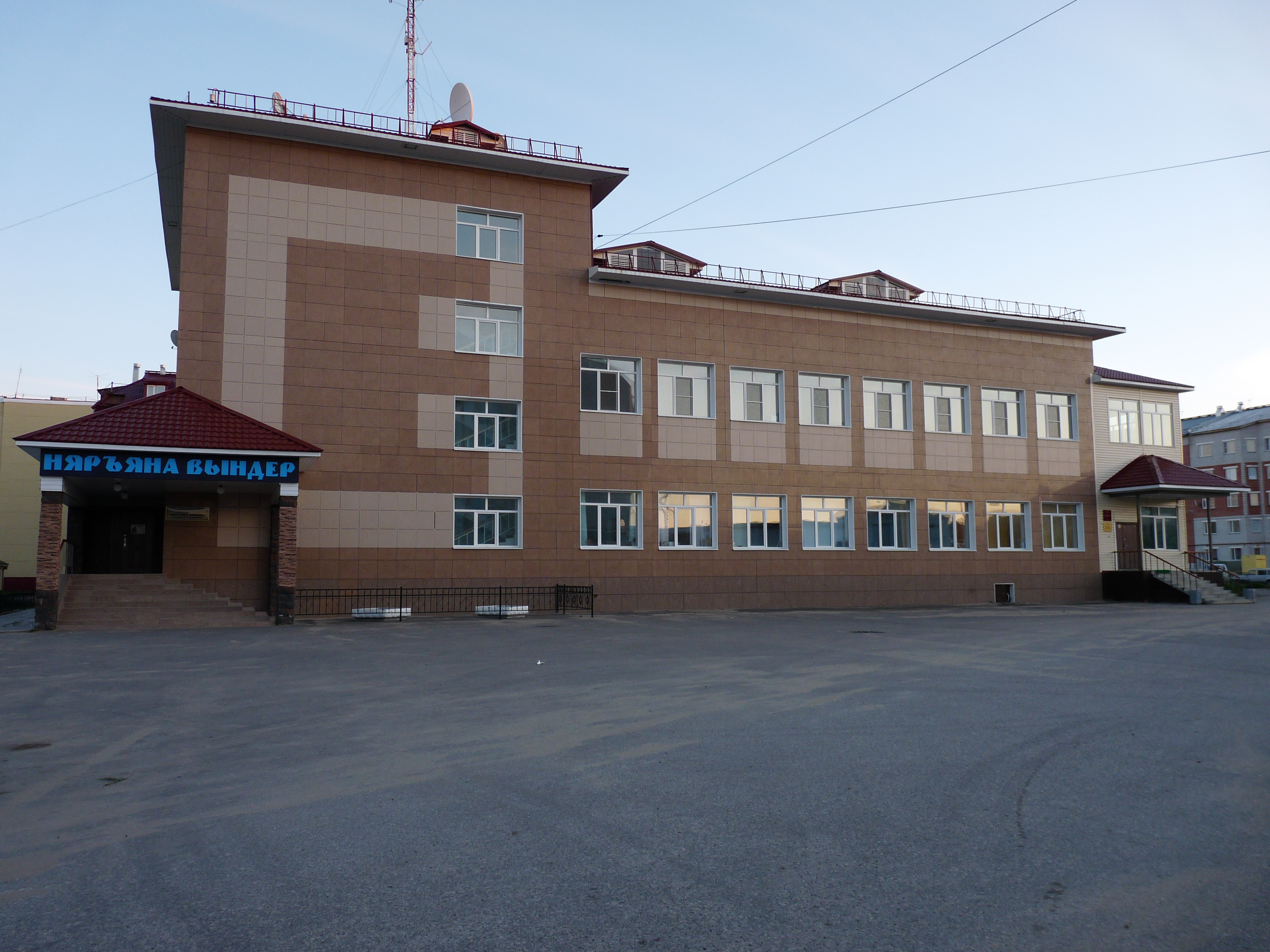
Будівля редакції (2010)

## Історія
Газета заснована 7 листопада 1929 р. (день, коли вийшов у світ її перший номер) і є найстарішою у своєму регіоні. Спочатку видавалася в Тельвісці, потім редакція переїхала до м. Нар'ян-Мар.
У другій половині 1970-х років тираж газети «Няр'яна виндер»  перевищував 8,3 тисяч примірників, при щоденному випуску, окрім неділі і понеділка. 
В газеті друкували свої твори ненецький поет і письменник В. Н. Лєдков, журналісти В. І. Абесадзе, В. Ф. Толкачов, ненецький письменник І. Н. Меньшіков.

## Політика видання
«Няр'яна виндер» виходить 3 рази на тиждень. Тираж газети становить 5-6 тис. примірників. У газеті висвітлюються події, що відбуваються в окрузі і за його межами. Велика частина матеріалів публікується російською мовою. У виданні на постійній основі виходить сторінка з матеріалами ненецькою мовою — «Ялумд»
З 2017 р. раз на тиждень до складу видання входить 4-полосний «Парламентський вісник», що замінив газету «Вибір НАО».